# 科达瓦萨尔
科达瓦萨尔（Kodavasal），是印度泰米尔纳德邦Thiruvarur县的一个城镇。总人口13247（2001年）。

## 人口
该地2001年总人口13247人，其中男性6514人，女性6733人；0—6岁人口1364人，其中男659人，女705人；识字率71.77%，其中男性为78.15%，女性为65.60%。